# 금강경삼가해 권1
금강경삼가해 권1(金剛經三家解 卷一)은 야보(冶父)의 송(頌)‚ 종경의 제강(提綱)‚ 조선 초기의 고승 함허당(涵虛
堂) 득통(得通) 기화(己和1376-1433)가 설의(說誼)를 뽑아 한글로 구결을 달고 언해한 책이다. 2019년 12월 5일 서울특별시의 유형문화재 제457호로 지정되었다.

## 지정 사유
《금강경삼가해》는 야보(冶父)의 송(頌)‚ 종경의 제강(提綱)‚ 조선 초기의 고승 함허당(涵虛堂) 득통(得通) 기화(己和1376-1433)가 설의(說誼)를 뽑아 한글로 구결을 달고 언해한 책이다. 성종 13년(1482) 금강경 본문의 대자(大字)는 정축자(丁丑字)를 사용했고, 야보의 송‚ 종경의 제강‚ 기화의 설의는 을해자(乙亥字) 중자(中字)‚ 한글 구결과 언해 부분은 을해자 소자(小字)를 사용했다.
본 조사대상본은 1482년의 간행년도를 가지며, 이는 동일한 판본으로 마지막권이 남아있는 보물 772-1호와 보물 제772-2호의 발문년도에 의한 것이다. 정축자가 사용된 《금강경오가해》와 더불어 금속활자인쇄사에서도 중요한 의미를 지니는 책이다.
현재 이 책은 1책만 남은 영본(零本)이고 초기 왕실 불서간행의 모습을 보여주는 자료로 의미가 크다. 인쇄 상태가 좋고 글자 자획이 정교하며 세조의 글씨를 확인할 수 있는 판본으로서 희귀하며, 언해본으로서 15세기 중엽 국어사에도 중요한 위치 차지함. 동일 시점에 간행된 판본이 매우 드물게 남아있으므로 서울시 유형문화재로 지정하여 보존할만한 가치가 있다.

## 조사 보고서
《금강경삼가해(金剛經三家解)》는 1482년(성종 13)경에 간행된 불서로, 《금강경언해》의 구결과 송나라 야보(冶父) 도천(道川)의 「금강경착어(金剛經着語)」와 송(頌), 송나라 예장(豫章) 종경(宗鏡)의 「금강경제강(金剛經提綱)」, 조선함허득통(涵虛得通) 기화(己和1376-1433)의「금강경설의(金剛經說誼)」를언해하고결의(決誼)를 더한 언해본 불서이고 권수제는 《금강반야바라밀경》이다.
금속활자인 정축자(丁丑字)와 을해자, 한글활자로 간행된 이 책은 서명이 판심제인 《금강경삼가해(金剛經三家解)》로 더 알려져 있다. 《금강경삼가해》이전에 만들어진 《금강경오가해(金剛經五家解)》는 당나라 종밀(宗密)의 찬요(纂要)‚ 양나라 부대사(傅大士)의 찬(贊)‚ 당나라 육조혜능의 구결(口訣)‚ 송나라 야보(冶父)의 송(頌)‚ 송나라 종경(宗鏡)의 제강(提綱)에 조선 초기의 고승 함허당(涵虛堂) 득통(得通) 기화(己和1376-1433)가 중요한 부분을 모아 풀이한 책이다. 이 중에 야보의 송‚ 종경의 제강‚ 기화의 설의를 뽑아 한글로 구결을 달고 언해한 책이 《금강경삼가해》인 것이다. 성종 13년(1482) 내수사에서 300부를 간행하였는데 금강경 본문의 대자(大字)는 정축자를‚ 야보의 송‚ 종경의 제강‚ 기화의 설의는 을해자(乙亥字) 중자(中字)‚ 한글 구결과 언해 부분은 을해자 소자(小字)를 사용하였다.
본 대상본에는 남아있지 않지만 세종대왕기념사업회 소장의 《金剛經三家解》권5말에 있는 한계희의 발문을 살펴보면 작성주체와 시기를 확인할 수 있다. 즉 세종대에 야보 도천, 예장 종경과 조선의 승려 함허 기화의 금강경 주석과 《영가대사증도가남명천선사계송(永嘉大師證道歌南明泉禪師繼頌)》의 언해를 《석보상절(釋譜詳節)》에 넣으려 하였으나, 언해가 다 이루어지지 못했고, 세조가 이 유업을 이었으나 결국 언해에 참고가 될 《금강경오가해》와 《영가진각대사증도가주해》만을 간행하고 승하하여, 성종대에 정희왕후가 이를 이어서 간행하였다고 기록되어 있다.
이 책은 연산군 9년(1482)에 을해자 및 정축자로 간행한 것으로, 정축자의 주조를 위한 글자본은 세조가 금강경 본문을 직접 쓴 것이다. 주조가 정교하여 다른 활자의 대자보다 필력이 예리하게 나타나는 편이다. 정축자의 주성(鑄成)과 관련된 기록은 《영가진각선사증도가주해》와 《금강경오가해》권말에 있는 「어제발(御製跋)」을 통해서 알 수 있다. 이에 따르면 의경세자의 명복을 위해서 《금강경오가해》를 간행하였을 때, 세조가 직접 쓴 금강경 글자를 금속활자로 만든 것이다. 정축자는 현재 남아 있는 전존본으로 살펴볼 때 《금강경오가해》와 《금강경삼가해》의 금강경 본문에만 쓰였기 때문에 ‘금강경대자’라 일컫기도 한다. 그리고 《금강경삼가해》는 정축자와 을해자를 함께 썼기 때문에 경 본문은 1항이 15자이며‚ 야보의 송‚ 종경의 제강‚ 기화의 설의 등은 1항이 21자이다. 항자수(行字數)도 금강경 본문의 조판상황에 따라서 9항∼11항까지 쓰였다.
본대상본은《금강경삼가해(金剛經三家解)》총5권가운데권1의1책만남아있으며, 책의분량은1책영본으로 내용은 서문과 권1이다. 표지 우측 하단에 수록된 기록과 《금강경삼가해》의 구성체재로 볼 때 본래 5책이 완질이지만 이 책은 서문과 권1의 1책만 남은 것이다. 판식의 변란은 사주단변(四周單邊)이고 반곽(半郭)의 크기는 서문 세로 27.0㎝ 가로 19.6㎝, 본문 세로 27.2㎝ 가로 19.4㎝이며, 본문은 9行21字, 책의 크기는 세로 36.7㎝ 가로 24.3㎝이다. 표지의 장정은 후대에 개장하였으며 오침안(五針眼)의 선장(線裝)이다. 판심의 어미는 상하내향흑어미(上下內向黑魚尾)이고 판심제는 '金剛經三家解'이다. 표지 다음에 공격지 없이 서문이 시작되고 이어서 권1의 본문이 시작된다.
서문은 1415년에 작성한 함허 득통의 「금강반야바라밀경서(金剛般若波羅密經序)」와 종경의 「제송강요서(提頌網要序)」이다. 본문의 체재는 우선 금강경 본문을 단락으로 나누어 싣고‚ 야보의 송과 종경의 제강은 한 글자 내려서‚ 기화의 설의는 한 글자 더 내려서 싣고 있다. 경 본문은 한글로 구결만 달려 있고 언해는 되어 있지 않으며‚ 야보의 송‚ 종경의 제강‚ 기화의 설의는 구결도 달려 있고 번역도 되어 있다.
책의 표지는 후대에 개장하였고 본문은 누습으로 얼룩진 흔적이 있으나 내용을 확인하는 데는 큰 어려움이 없고 보존상태는 양호한 편이다. 다만 권1의 제33-36장이 결락되어 온전하지 않다.
정축자가 사용된 책으로 《금강경삼가해(金剛經三家解)》는 《금강경오가해(金剛經五家解)》와 더불어 금속활자인쇄사에서도 중요한 의미를 지니는 책이다. 인쇄상태가 선명하고 글자의 자획은 정교한 편이며 세조의 글씨를 확인할 수 있는 정축자 계통의 판본으로서 매우 드물게 남아있는 책이다. 동일한 판본인 세종대왕기념사업회 소장본, 서울대 규장각한국학연구원 소장본, 장흥 보림사 소장본, 계명대도서관 소장본 등은 보물 722-1호, 722-2호, 722-3호, 722-4호로 각각 지정되어 있다. 조사대상본 《금강경삼가해》는 기
지정 보물과 동일한 판본으로 확인된다.
본 대상본은 1책만 남은 영본(零本)이고 몇 장의 결락이 있지만 초기 왕실 불서간행의 모습을 보여주는 자료로 의미가 크다. 언해본으로서 15세기 중엽 국어사 연구에서도 중요한 위치를 차지하며, 동일한 시점에 간행된 판본이 매우 드물게 남아있으므로 시유형문화재로 지정하여 보존할만한 가치가 있을 것으로 여겨진다.

## 갤러리

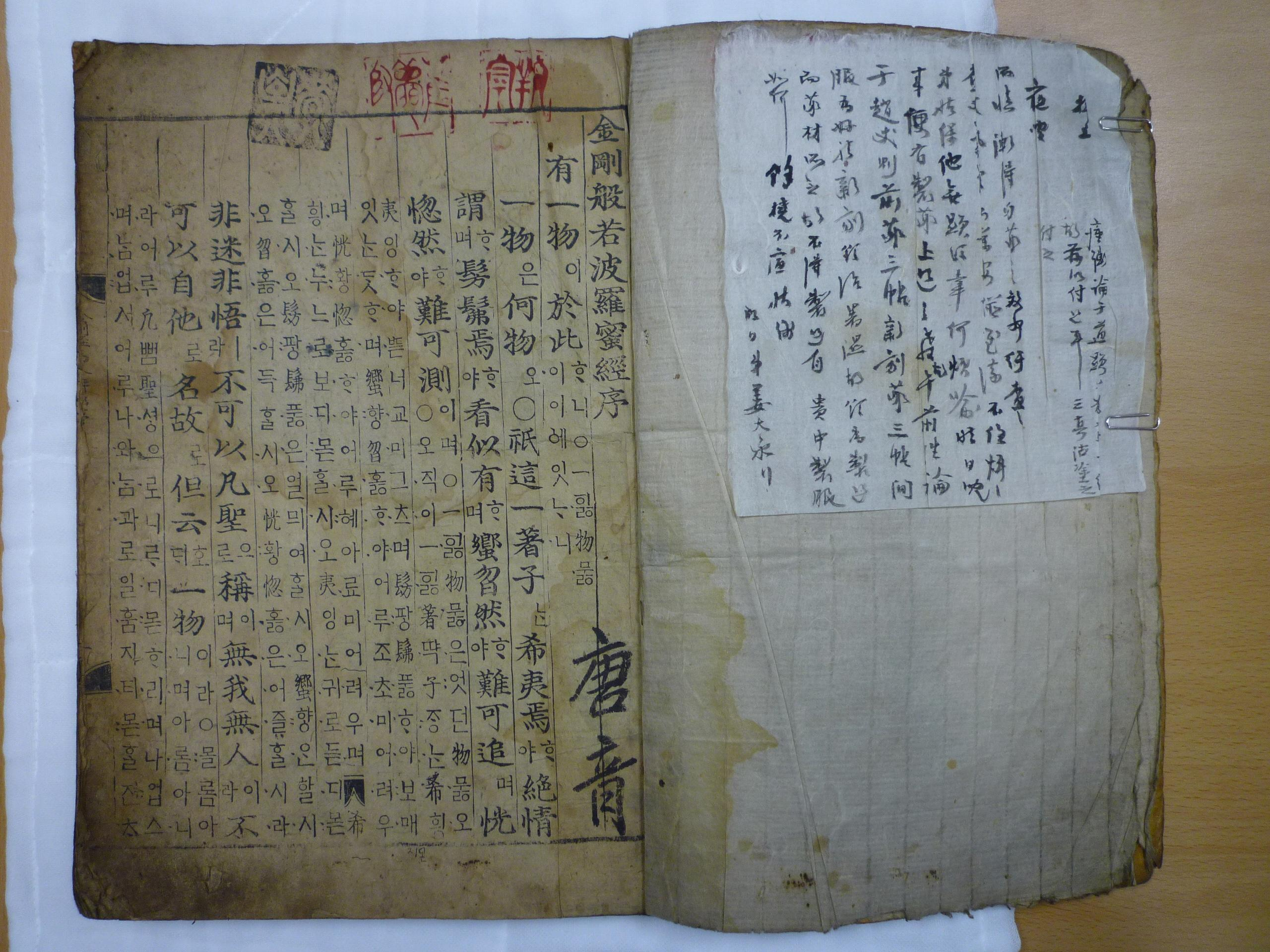
권수
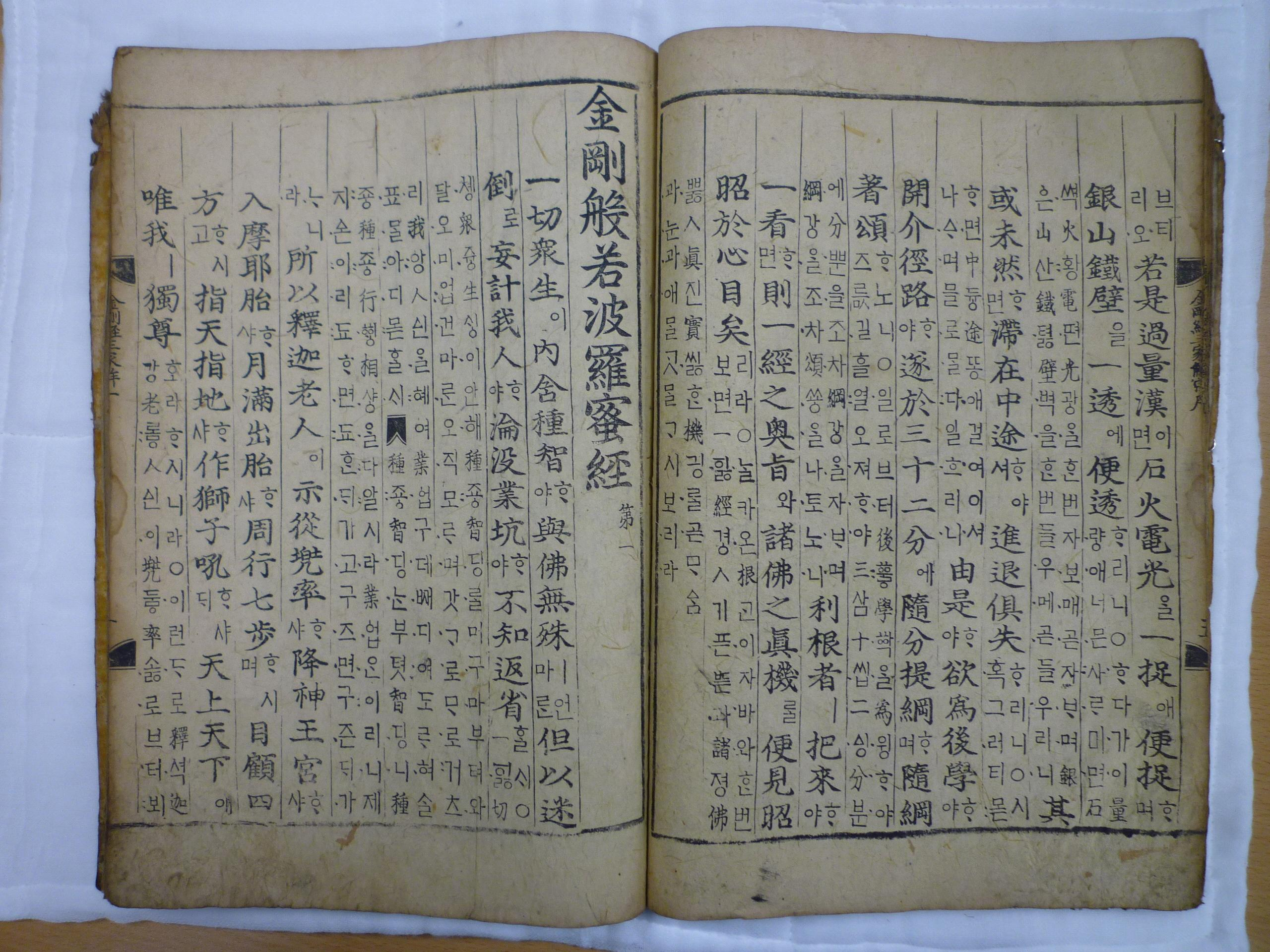
본문
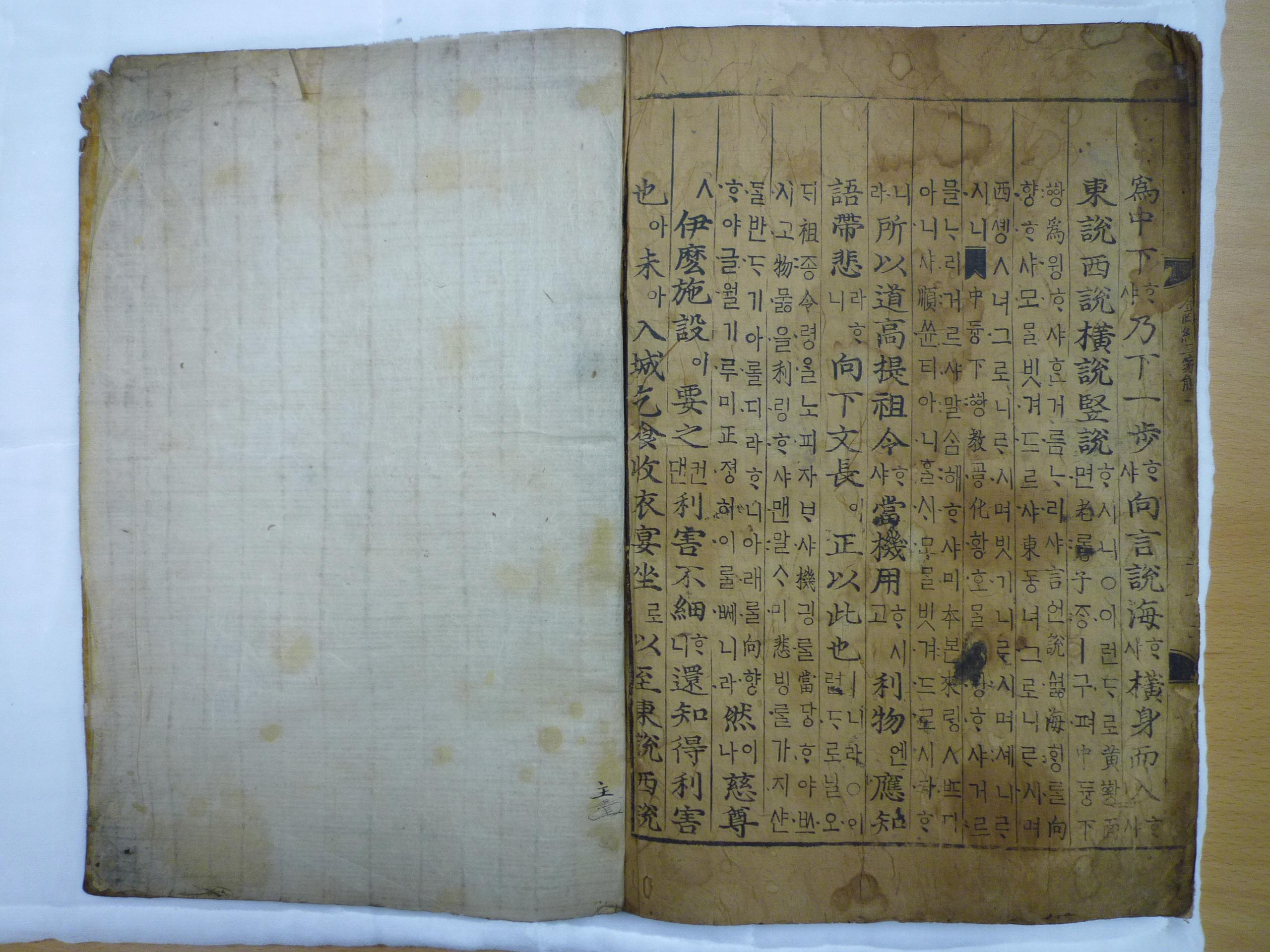
권말

## 같이 보기
- 금강반야바라밀경

## 참고 문헌
- 금강경삼가해 권1 - 국가유산청 국가유산포털